# Хеб, Мартин
Ма́ртин Хеб (нем. Martin Heeb; род. 5 ноября 1969, Грабс, Санкт-Галлен) — лихтенштейнский футболист, вратарь.

## Карьера

### Клубы
В 1993 году Хеб дебютировал в команде «Шан». С самого начала своей карьеры в этом клубе он был главным вратарём команды. Спустя несколько лет он перешёл в «Вадуц» и провёл в нём два года. В 1997 году Хеб перешёл в «Маурен». Играя за этот клуб, Мартин Хеб получил сотрясение головного мозга, что повлияло на его карьеру в перспективе. С 2005 по 2007 года он выступал второй раз за клуб «Вадуц».

### Сборная
В национальной сборной Хеб дебютировал в 1994 году и принимал участие в отборочных турнирах на ЧМ 2006, на Евро 1996 и на Евро 2004.
Занимал должность тренера вратарей в молодёжной сборной Лихтенштейна.